# Simbo
Simbo ist eine Vulkaninsel des New-Georgia-Archipels in der Western-Provinz, Salomonen. Sie ist 13 km² groß und der höchste Punkt ist 335 m hoch.
Der letzte Vulkanausbruch soll um 1910 stattgefunden haben. Fumarolen und heiße Quellen zeugen von der anhaltenden vulkanischen Aktivität.
Die Insel wurde im Sommer 1788 von dem britischen Seefahrer John Shortland als erstem Europäer erreicht, der den Archipel New Georgia genannt hatte.